# FUNKY TOWN
『FUNKY TOWN』（ファンキー・タウン）は、日本の元女性歌手、安室奈美恵の単独名義では33作目のシングル。

## 解説
- 前作『Baby Don't Cry』から3か月足らずでのリリースとなった2007年第2弾シングル。CD+DVD・CDの2パターンでリリース。
- キャッチコピーは、"HIP-HOP/R&Bを軸に、明るくポップでリッチで大人でお洒落な、安室のジャンルの世界観を決定的にする楽曲"。
- 自身出演のユニリーバ・ジャパン「新リプトン リモーネ」CMソング。安室にとって約2年ぶりのCM出演となった。
- 購入者特典として、キーホルダーが先着限定でプレゼントされた（ゴールド・シルバーの2種類。）

## 収録曲

### CD
1. FUNKY TOWN
作詞：michico
作曲：T.Kura, L.L.Brothers, michico
編曲：T.Kura
ユニリーバ・ジャパン「新リプトン リモーネ」CMソング
2. DARLING
作詞：H.U.B.
作曲：LORI FINE
編曲：COLDFEET
3. FUNKY TOWN (INSTRUMENTAL)
4. DARLING (INSTRUMENTAL)

### DVD
1. FUNKY TOWN (VIDEO CLIP)
監督：内野政明 / 振付：黒須洋壬

## 楽曲の収録アルバム
FUNKY TOWN
- 8thアルバム『PLAY』
- ベスト・アルバム『BEST FICTION』
- ベスト・アルバム『Finally』
楽曲をニューレコーディングで収録。